# Halliste
Pour les articles homonymes, voir Halliste (homonymie).
Halliste est un petit bourg de la commune de Mulgi, situé dans le comté de Viljandi en Estonie.

## Géographie
Le bourg s'étend sur 900 ha, à 30 km au sud-ouest de Viljandi.

## Histoire
L'endroit est mentionné en 1211 dans la chronique d'Henri le Letton, sous le nom d' Allistekunde. Le nom s'est ensuite modifié en Hallist, puis en Halliste, après la naissance de la république estonienne.

## Démographie
La population est en diminution constante depuis les années 1990. Elle s'élevait à 365 habitants en 2006, à 329 habitants en 2012 et à 317 habitants en 2020.

## Culture et patrimoine
L'église, consacrée à sainte Anne, mère de la Vierge Marie, est élevée entre 1504 et 1506, avant d'être reconstruite en pierre au XVIIIe siècle, puis en 1867 en style néoroman. Cependant, quelques parties de l'ancienne église sont encore visibles. Le tableau au-dessus de l'autel est une œuvre contemporaine de l'artiste estonien Jüri Arrak. Le cimetière a été fondé en 1776.